# Trịnh Cương
Trịnh Cương (chữ Hán: 鄭棡, 9 tháng 7 năm 1686 – 20 tháng 12 năm 1729), còn có tên khác là Trịnh Chù, thụy hiệu là Hy Tổ Nhân vương (禧祖仁王), là vị chúa Trịnh thứ 5 dưới thời Lê Trung Hưng trong lịch sử Việt Nam.
Kế nghiệp ông cố là Trịnh Căn, ông cai trị miền bắc Đại Việt trong giai đoạn từ tháng 5 năm 1709 đến tháng 10 năm 1729 tương ứng với các triều vua Lê Dụ Tông (giữ ngôi 1705–1729) và Lê Duy Phường (1729–1732). 20 năm trị vì của ông là thời kỳ thái bình thịnh trị không hề có nạn binh đao. Trịnh Cương chăm chỉ lo việc nước, Chúa trọng dụng ba đại thần rất trẻ và có tài là Lê Anh Tuấn, Nguyễn Công Cơ và Nguyễn Công Hãng, cùng bàn định và ban hành hàng loạt cải cách về chính trị, quân sự, kinh tế, xã hội nhằm xây dựng một đất nước hùng mạnh. Trên phương diện đối ngoại, Trịnh Cương cũng đạt được một thành tựu nổi bật là đòi lại 120 dặm đất hai châu Vị Xuyên và Thủy Vĩ bị thổ ty Đại Thanh (Trung Quốc) chiếm.
Trong bộ bách khoa Lịch triều hiến chương loại chí, sĩ phu đời Nguyễn Phan Huy Chú đã khen ngợi những thành tích của chúa Trịnh Cương: "Triều đình đặt nhiều việc pháp độ, kỷ cương rất hẳn hoi đầy đủ, các phương xa đến cống hiến và Trung Quốc trả lại đất đai. Thực là đời rất thịnh". Tuy nhiên ông ham thích tuần du, đề ra các công trình xây dựng tốn kém để phục vụ nhu cầu cá nhân, khiến nhân dân đói khổ, mầm mống suy vong của triều đình Đại Việt cũng xuất hiện kể từ đó. Năm 1729, Trịnh Cương chết, con là Trịnh Giang nối ngôi, chính quyền Lê trung hưng chính thức đi vào con đường suy vong.

## Thân thế và cuộc sống ban đầu
Trịnh Cương sinh ngày 9 tháng 7 năm 1686 dưới triều vua Lê Hi Tông tại Đông Kinh, kinh đô Đại Việt. Ông là con trai thứ 2 của Tấn quốc công Trịnh Bính; cháu nội của Trịnh Vịnh, cháu chắt trưởng của vị Chúa đương nhiệm, Chiêu Tổ Khang vương Trịnh Căn. Mẫu thân của ông là bà Trương Thị Ngọc Chử, người làng Như Quỳnh, huyện Gia Lâm, phủ Thuận An, xứ Kinh Bắc, là vợ thứ của Trịnh Bính. Thuở nhỏ ông được vợ thứ của Chiêu Tổ là Thuận phi Ngô Ngọc Uyên, nguyên quán ở xã Phượng Lịch (huyện Hoằng Hóa) nuôi dưỡng.
Trong gia đình Trịnh Bính, có Chính phi là Trần Thị Ngọc Nhiên, con gái Liêm quận công Trần Đăng Doanh; và nhiều bà vợ thứ. Bà họ Trần không có con, công tử cả Trịnh Đạc do một bà Thứ phi sinh ra, tuy nhiên vì Thứ phi này xuất thân không rõ ràng (phả ghi: tính thị bất hiển), nên ông Trịnh Đạc không được coi như người đích tự của Trịnh Bính, mà vị trí này chuyển con Trịnh Cương – người con trai thứ 2.
Năm 1700, Trịnh Cương – 15 tuổi, được phong làm Phó tướng Phổ An hầu, năm 1702 thăng Đô đốc Phổ quận công. Ngày 13 tháng 2 năm 1703 cha ông là Trịnh Bính, đang giữ quyền thừa kế ngôi chúa, qua đời. Lúc đó chúa tuổi đã cao mà ngôi thừa tự vẫn chưa ổn định. Được sự tiến cử của hai đại thần là Nguyễn Quý Đức và Đặng Đình Tướng, chúa Trịnh Căn mới đi đến quyết định lập chắt trưởng Trịnh Cương làm thừa tự. Mùa xuân năm 1703, Trịnh Căn xin với vua Lê Hi Tông tiến phong cho Trịnh Cương làm Khâm sai Tiết chế các xứ thủy bộ chư dinh kiêm Tổng chấp chính, Thái úy An quốc công cho mở phủ Lý quốc, điều này đồng nghĩa với việc Trịnh Cương sẽ là người kế thừa ngôi chúa. Năm đó Trịnh Cương mới 18 tuổi.
Trước kia con trưởng của Chúa Trịnh Căn là Lương Mục công Trịnh Vịnh mất sớm, Chúa dùng con thứ hai là Chưởng Tể công Trịnh Bách làm Thế tử, nhưng rồi Bách cũng chết trước. Lúc này con của Trịnh Vịnh là Trịnh Bính đã trưởng thành, bèn được lập làm kế tự, mở phủ Dực quốc. Đến khi Bính chết thì Trịnh Cương là con của Bính được lập. Việc này khiến 2 người con của Trịnh Bách là Hằng quận công Trịnh Luân, Đĩnh quận công Trịnh Phất lấy làm bất bằng. Họ câu kết với Quỳnh quận công Đào Quang Nhai, Trịnh Lộc hầu Lê Thời Đường, Hân Thọ hầu Nguyễn Quang Phụ mưu làm đảo chính để giết Trịnh Cương. Nhưng có hiệu thảo Nguyễn Công Cơ biết chuyện, tố giác với chúa. Chúa giết Luân và Phất, thăng Nguyễn Công Cơ làm Hữu Thị lang bộ Công.
Ngày 17 tháng 6 năm 1709, Trịnh Căn mất, Trịnh Cương lên nối ngôi. Mùa thu cùng năm, Trịnh Cương giả mệnh nhà vua, tự tiến phong làm Nguyên soái Tổng quốc chính, An Đô vương. Lại nhân Chúa mới lên ngôi nên tha cho dân một nửa thuế tô năm ấy và các thuế còn thiếu lại đã lâu; lại thăng chức cho các quan văn võ, người chức cao, người chức thấp khác nhau.
Vì Trịnh Cương là chắt nối ngôi ông cố, nên việc lễ thờ của hai vị Trịnh Vịnh và Trịnh Bính được đem ra bàn luận. Khi lên ngôi, Chúa đã tôn Trịnh Vịnh là Lương Mục vương, Trịnh Bính là Tấn Quang vương; đến năm 1711 thì bàn việc lập đền. Triều đình có 2 ý kiến, một phe cho rằng Cương nhận ngôi từ Căn là theo lễ đích tôn thừa trọng, không cần tôn sùng Trịnh Vịnh và Trịnh Bính vào thờ ở chính miếu với các tiên Chúa mà thờ riêng ở Hữu miếu, song Tham tụng Nguyễn Quý Đức nói 2 vị ấy là đích tôn dòng trưởng, đáng được thờ ở miếu chính, còn mà đưa ra miếu riêng thì có 5 điều đáng ngờ. Trịnh Cương theo lời của ông ta.

## Cai trị Đàng Ngoài

### Vị Chúa siêng năng
Khi cai trị, Trịnh Cương tỏ ra siêng năng cần mẫn, thường cùng quan Tham tướng Nguyễn Công Hãng bàn soạn công việc, từ đầu canh năm đến mặt trời lặn mới thôi. Do vậy nhà nước Đàng Ngoài rất hùng mạnh.
Sách Việt sử Cương mục dẫn lại giai thoại như sau:
Sách Đại Việt sử ký tục biên đánh giá:
| “ | Bấy giờ chúa Trịnh hăng hái cố gắng lo tính cuộc thịnh trị. Tể thần là bọn Công Hãng có nhiều kiến nghị sáng suốt, cho nên những chế độ về binh, dân, tài chính và phú thuế được xây dựng và xếp đặt có thể gọi là kỹ càng đầy đủ trong một thời. | ” |

Đương thời ở Đàng Trong, chúa Nguyễn là Minh vương Nguyễn Phúc Chu từng có ý chinh phạt Bắc Hà, bèn sai người ra Bắc do thám. Các thám tử Đàng Trong thấy được sự cai quản chặt chẽ của Trịnh Cương ở miền Bắc, về tâu với Chúa Minh rằng: "Trong triều cường thịnh, tướng văn, tướng vũ đều là người giỏi, binh lương đầy đủ, quân bộ, quân thủy đã nhiều lại tinh nhuệ." Chúa Nguyễn phải bỏ mộng thâu tóm Bắc Hà, hai bên Trịnh, Nguyễn tiếp tục chăm lo củng cố cho tới khi cuộc chiến cuối cùng nổ ra năm 1774.

### Các cải cách

#### Việc kinh tế xã hội
Mùa xuân năm 1711, Chúa bắt đầu sai quan văn, quan võ là bọn Lê Dị Tài, Trần Đông Trụ đảm trách việc đôn đốc đê điều. Theo chế độ cũ, việc đê điều ở các trấn sẽ do vị quan đảm nhiệm tại trấn đích thân đôn đốc. Những người này bắt bớ, đốc thúc khiến dân khổ sở, mà công việc chỉ hoàn thành tạm bợ, Chúa Trịnh thấy được cái tệ nạn ấy, nên đổi cách sai quan từ kinh thành đảm nhận, sau việc này thành thể lệ thường. Tuy vậy, vẫn không sao ngăn ngừa được nạn nước lụt.
Cùng năm đó, chúa bàn bạc với các quan trong phủ liêu để định lại thể lệ quân cấp ruộng công: 6 năm cấp một lần; châm chước thời hạ cấp để thích hợp với thời tiết làm ruộng của dân; và quy định tùy theo số người trong xã mà chia khẩu phần. Từ quan viên đến người cô quả, phế tật cũng được định lượng mà cấp ruộng. Ruộng công, đất bãi không được phép mua bán.
Trước kia, những nhà quyền quý thế hào, phần nhiều nhận ruộng đất của mình ở đâu thì lập trang trại ở đấy, rồi chiêu tập người trốn tránh, cho họ nấp bóng để vơ vét mối lợi, vì thế mà dân xã nhiều người phiêu tán. Đến năm 1711, Chúa nghiêm cấm việc ấy, nhưng đối với những người phiêu lưu trú ngụ ở xã khác, khai khẩn nhờ vào đất hoang xã ấy, mà đã dựng thành cơ nghiệp, thì chỗ đất khai khẩn ấy xét định cho làm thổ, để họ được yên nghiệp sinh nhai.
Đạo Thiên Chúa gia nhập vào Đàng Ngoài từ đầu thời Lê Trung Hưng, đến năm Cảnh Trị thời Lê Huyền Tông đã có lệnh cấm đạo, tuy nhiên quan và dân sở tại thường nhận của đút lót của những người theo đạo nên che giấu cho nhau, dẫn đến người theo đạo ngày càng nhiều. Năm 1711, triều đình lại ra lệnh cấm mới: người nào biết có người theo đạo được phép tố cáo; người theo đạo ấy sẽ phải cắt tóc trên đỉnh đầu, thích vào mặt bốn chữ "học Hòa Lan đạo" và phát 100 quan tiền để thưởng cho người tố cáo, nhưng biện pháp này cũng không được nhiều hiệu quả.
Năm 1712, theo lời bàn của các quan Tham tụng Nguyễn Quý Đức và Nguyễn Thế Bá, rằng các ngoại trấn như Thái Nguyên, Hưng Hóa, Tuyên Quang, Lạng Sơn thường giao cho một quan ở nội trấn (chỉ bốn trấn vùng đồng bằng là Sơn Tây, Sơn Nam, Kinh Bắc, Hải Dương) hoặc một quan cận thần trong triều đình kiêm quản. Những người này phần nhiều lấy cớ ở lại nội trấn mà không đi tới nơi trấn nhậm, nên dẫn đến không nắm rõ địa thế ở đất ấy, đến khi có biến cố xảy ra thì khó có thể ứng phó ngay được; lại thêm đám lại dịch thừa cơ lộng hành, nhũng nhiễu người dân. Vì thế Chúa hạ lệnh các quan nơi biên trấn phải đến lỵ sở y như các quan ở tứ trấn.
Đầu năm 1713, vì đã lâu không mưa, dân chúng gặp nạn đói to có người phải ăn vỏ cây, rễ, cỏ, chết đói đầy đường, khói bếp tiêu điều lạnh lẽo. Vì thế triều đình hạ lệnh cho quan hoặc dân nộp thóc, tùy theo số lượng ban cho chức tước, lại cân nhắc việc xá thuế cho dân ở tứ trấn và ở Phụng Thiên, Trường Yên. Sau đó lại mưa luôn, nước lụt làm vỡ đê, mùa màng bị thiệt hại nhiều. Trịnh Cương sai các quan cai sổ dân đinh để chiếu bổ lấy tiền sửa đắp đê điều.
Năm 1715, Chúa hạ lệnh bãi bỏ lệnh cấm mua bán quế, muối trắng, đồng đỏ; cho phép người dân tự do lưu hành mua bán các món đó. Về quế thì cho thổ dân đi bẻ và đem nộp, cứ 50 cân trị giá 100 quan, trừ thuế quan 50 quan, phát cho người bẻ thuê 50 quan, còn quế của họ thì trưng thu vào kho nhà nước. Đến tháng 11 năm 1720, quan Tham tụng Nguyễn Công Hãng bàn rằng các sản vật đồng và quế trước kia được phép mua bán riêng, như thế thì mối lợi về cả người buôn bán, mà không giúp ích cho việc tiêu dùng chung. Vì thế, mới định phép đánh thuế: Triều đình cử viên quan trông coi việc này, phàm người nào buôn đồng hoặc bóc vỏ quế, khi đi khi về đều phải có giấy tờ khám nghiệm để làm bằng chứng. Nếu trao đổi cho khách buôn nước ngoài, phải đợi lệnh chỉ của chúa mới được cấp phát giấy tờ; nếu mua bán ở trong nước, thì xin giấy viên giám đương cấp phát để làm bằng chứng, mà cấm vận chở lén lút hoặc làm sự vụng trộm.
Năm 1716, triều đình thi hành chia đều thuế đinh và điền. Về thuế đinh và thuế ruộng thì lấy số người và số mẫu ruộng làm chuẩn, đinh và điền mỗi bên chịu một phần, để việc thuế khóa và lực dịch được công bằng với nhau. Cuối năm 1719, chúa hạ lệnh cho cho các viên phủ, huyện và hai ty Thừa chính, Hiến sát đo đạc ruộng đất trong dân gian, chia bổ ngạch thuế, để tạo sự cân bằng giàu nghèo.
Ở vùng miền núi phía bắc có nhiều mỏ vàng mỏ bạc. Những mỏ kim loại có sản lượng lớn thường do các thương nhân người Hoa đứng ra khai thác. Họ sử dụng phu mỏ người Trung Quốc. Số người Trung Quốc ở vùng ấy mỗi ngày một nhiều, lên tới hàng vạn. Triều đình e rằng sẽ sinh sự biến động, bèn quy định số phu mỗi mỏ, tùy theo quy mô của mỏ mà giới hạn là 300, 200, 100 người. Tuy đã có lệnh như vậy, song theo Trần Trọng Kim, về sau vẫn có nơi phu tụ họp đến hơn vạn người, rồi sinh sự đánh nhau, triều đình phải dùng tới binh lính để đánh dẹp.
Vì thực trạng người dân đắm đuối vào rượu chè mà bỏ bê công việc, cuối năm 1718, Chúa hạ lệnh nghiêm cấm uống rượu. Chỉ được phép uống khi có việc tế tự, việc cưới hỏi ma chay hoặc tế thần ở xã, nhưng đều phải có hạn định. Người nào không có duyên cớ gì mà tụ hợp uống rượu thì bị bắt giải lên quan trị tội, người đứng cáo tố sẽ được thưởng. Quan địa phương nếu không xem xét cấm ngăn sẽ bị luận vào tội theo tình riêng dung túng.
Trước những phạm nhân khi bị tội lưu, còn phải chịu thêm tội chặt tay nữa. Vào năm 1721, Trịnh Cương bỏ luật chặt tay và đổi lại: Tội phải chặt hai bàn tay và phải lưu viễn châu thì phải đổi làm tội đồ trung thân; phải chặt một bàn tay và phải lưu ngoại châu thì cải sang 12 năm tội đó; phải chặt hai ngón tay trỏ và phải lưu cận châu thì đổi làm tội đồ 6 năm. Những việc đạo thiết không kể vào các trường hợp ấy.
Vào mùa hạ năm 1721, trong kinh thành có nạn động đất và nạn hạn hán liên tiếp kéo đến, lai thêm giá gạo cao vọt, có những lời đồn đãi vè phiến động lan rộng khiến dân chúng dắt díu nhau rời khỏi kinh thành mà về quê tránh nạn. Chúa bèn hạ lệnh cho các quan tăng cường kiểm sát người dân ra vào; rồi lâu dần mọi việc cũng chấm dứt. Sau việc này, triều đình có lệnh cho quan dân ai quyên nộp thóc thì được trao quan chức.
Cuối năm đó, triều đình thi hành phép đánh thuế muối: quy định dân nấu muối gọi là "táo đinh", người buôn muối gọi là "diêm hộ", đều thuộc miễn thuế khóa và dao dịch. Số muối đã nấu ra sẽ liệu lượng đánh thuế 2/10 làm muối công. Dêm hộ phải có chứng chỉ của viên quan giám sát mới được vào xưởng mua muối; trước mua muối công, sau mới đến muối của táo đinh. Việc mua hoặc bán đều phải có giấy tờ làm bằng cứ. Tuy nhiên vì việc đánh thuế như vậy khiến giá muối độn lên cao làm việc ăn uống của người dân rất khổ sở, nên về sau thuế này bị bãi bỏ thời chúa Trịnh Giang.
Lúc đó quyền lực của nhiều vương thất họ Trịnh như Trịnh Quán quá lớn. Trịnh Cương có ý e sợ các thân thuộc đánh nhau giành quyền lực, nên vừa dỗ dành vừa dọa nạt, ép Trịnh Quán phải bãi bỏ binh quyền.
Cũng năm 1721, Trịnh Cương đặt ra sáu quân Trung Dực, Trung Oai, Trung Thắng, Trung Khuông, Trung Nhuệ và Trung Tiệp, mỗi doanh 800 người, bổ dụng các tướng Gia quận công Đặng Đình Lân và Thiêm quận công Trương Nhưng, cả thảy 6 người chia nhau thống lãnh.
Năm 1721, Chúa Trịnh Cương giao cho Nguyễn Công Hãng lập ra phép đánh thuế tô (thuế ruộng), dung (thuế), điệu (thuế đường sá) mới, đến năm 1722 thì bàn định xong: Phép tô quy định ruộng đất công tùy loại tốt xấu mà chia: ruộng làm 2 hạng là ruộng hai mùa và ruộng một mùa, đất châu thổ làm đất trồng dâu hay đất trồng hoa màu, phải nộp những mức thuế khác nhau. Phép dung qy định mỗi suất đinh hàng năm nộp 2 quan tiền, riêng sinh đồ, lão hạng và hoàng đinh thì nộp một nửa. Về phép điệu mỗi suất đinh vào mùa hạ và mùa đông nộp 6 quan tiền để quan mướn người làm (các công trình xây dựng). Mọi người đều cho đó là điều tiện lợi. Riêng về hai xứ Thanh, Nghệ được coi là ấp thang mộc nên được đặc cách miễn thuế dung và giảm một nửa tô ruộng, còn kinh thành Thăng Long thì mỗi mẫu nộp 6 tiền (thay vì 8) và miễn việc nộp thóc so với tứ trấn.
Trước đây, ruộng đất tư vốn được miễn thuế. Lợi dụng chính sách đó, một số người có quyền thế đã dần biến ruộng đất công thành ruộng đất tư khiến triều đình thất thu thuế. Khi ban hành chính sách thuế mới, chúa Trịnh Cương cho phân loại ruộng đất tư rồi
căn cứ theo đó mà thu thuế. Tuy nhiên, thuế thu trên ruộng đất tư nhẹ hơn so với ruộng đất công. Đến năm 1728, triều đình lại sai quan thân hành đi khám, xét xem ruộng nào tốt, ruộng nào xấu, chia làm ba bậc để định bậc cao hạ về việc đánh thuế tô chứ không thu nhất loại 8 quan như trước nữa. Đại khái phép đánh thuế này nặng hơn phép cũ.
Tháng 10 năm 1724, Chúa sai các quan Nguyễn Công Hãng, Lê Anh Tuấn, Trương Nhiêu, Đặng Đình Gián và nội giám Đỗ Bá Phẩm, Nguyễn Khuê làm khuyến nông sứ, chia nhau đi tuần hành 4 đạo, xem xét và dân tình để chia đặt địa giới giữa các làng xã cho ổn thỏa. Lại xem xét rõ địa thế bắt dân đắp đê đắp đập, để theo thời tiết lấy nước vào ruộng hoặc tháo nước ra sông, phòng bị việc hạn hán hoặc ngập lụt. Bọn Công Hãng lại nhân việc lập lại sổ hộ khẩu mà xin chiếu theo sổ đinh truy nã, rồi xét xem người nào mạnh khỏe cho sung vào quân ngũ, người nào gầy yếu cho sung vào phu dịch. Ai biết được người trốn tránh mà cáo tố với quan sẽ được ban thưởng, việc này khiến nhân dân chịu khổ sở.

#### Việc thi cử
Ngay từ đầu thời Lê Trung Hưng, việc mua chuộc, đút lót trong thi cử đã diễn ra, dù các chúa Trịnh hết sức nghiêm cấm song vẫn không sao trừ dứt được. Một trong những nguyên nhân của việc này là thể lệ thi cử: kỳ thi năm nào thì giám khảo cũng chỉ lấy đề trong tứ thư và sử, về thể văn tứ lục không quá 10 bài, về thể phú không quá 4, 5, mà không có sự thay đổi; giống như sách văn mẫu vậy. Cho nên nhiều người soạn sẵn bài làm rồi bán lại cho các thí sinh. Các thí sinh mua về học thuộc lòng hoặc tệ hơn nữa là lén đem vào trường thi chép lại, quan chấm thi cứ tùy theo bài văn mà lấy đỗ bất kể có nhiều bài trùng nhau như đúc, và người trúng tuyển do đó không có thực tài. Cho nên vào mùa đông năm 1711, Chúa lệnh cho các quan mỗi năm soạn đầu đề tùy ý không được rập khuôn theo phép cũ, nhờ thế thói xấu ở trường thi dần được sửa đổi. Đến năm 1721, để tăng tính công bằng hơn nữa, Chúa hạ lệnh đối với kỳ thi Huơng thứ 3 và thứ 4 thì cho bầy tôi trong phủ Chúa soạn sẵn đầu bài thi rồi cho chạy trạm phân phát cho các trường. Còn hai trường thi Thanh, Nghệ vì địa thế xa, nên vẫn theo chế độ cũ.
Năm 1720, Chúa xem trường thi Sơn Nam có số sĩ tử đông gấp nhiều lần các trường khác, bèn ra lệnh tăng thêm số ngạch lấy đỗ từ 60 hương cống lên 80; 600 sinh đồ lên 800 cứ theo đó thành thể chế lâu dài.
Tháng 8 năm 1721, triều đình bắt đầu ra quy định về phép học võ và thi võ: lập trường học võ ở kinh đô, đặt quan giáo thụ và lệnh con cháu các công thần và các quan vào đó học. Hằng năm vào mỗi tháng của mùa xuân và mùa thu thì thi tiểu tập, còn thi đại tập vào 4 tháng quan trọng là 2, 5, 8, 11. Quan giáo thụ đê cử những người trúng tuyển để điều động, bổ dụng. Và các kì thi võ khoa cũng tổ chức 3 năm 1 lần như thi văn; phép thi quy định gồm 3 đợt: hỏi sơ về kiến thức lý thuyết, khảo võ nghệ (cưỡi ngựa, múa đao, đánh kiếm) và khảo về phương thức quân sự (văn sách). Ai trúng cách thì được dân vào phủ Chúa để phúc hạch và được bổ dụng tùy theo thứ hạng. Người trúng cách đến kỳ thi cuối cùng thì gọi là tạo sĩ.
Khi đó việc thi cử phần nhiều nhũng lạm, con em nhà quyền thế thi đỗ rất nhiều, nên vào khoa 1726, chúa lệnh các sĩ tử phải thi lại, kết quả đánh hỏng 28 người, trong đó con trai tham tụng Lê Anh Tuấn, con trai Huân quận công Đặng Đình Gián, con nuôi Nội giám thiếu bảo Đỗ Bá Phẩm cùng cống sĩ ở các xứ. Những người này phải giao xuống pháp đình xét hỏi để trị tội nặng. Triều đình nhận thấy Công Cơ là người nói thẳng, nên cho thăng chức thiếu bảo.

### Quan hệ với vua Lê
Trước thời Trịnh Cương, phủ Chúa tuy nắm toàn quyền điều hành đất nước, song đối với vua Lê vẫn còn khiêm nhường cung kính, những ngày mồng một và ngày rằm hàng tháng chúa Trịnh đều dẫn trăm quan chầu vua ở điện Vạn Thọ, đến về sau Chúa Trịnh bỏ không đến dự nữa, chỉ cho trăm quan vào yết kiến mỗi tháng 2 lần mà thôi. Ngày 25 tháng 10 năm 1714, nhân được tiến phong lên tước Nhất tự vương (Đại nguyên soái Tổng quốc chính, Thượng sư An vương), Trịnh Cương mới miễn cưỡng đến yết kiến nhà vua Lê Dụ Tông ở Thái miếu và điện Vạn Thọ một lần, rồi sau đó lại bỏ hẳn. Năm 1715, Trịnh Cương ép vua Lê ban cho mình những đặc quyền: tấu sớ xưng là vương chứ không xưng tên, khi vào chầu yếu thì không phải lạy... Tháng 5 âm lịch năm 1720, ông tự gia phong là Đại nguyên soái, Tổng quốc chính, Thượng sư Thượng phụ, Uy Nhân Minh Công Thánh Đức An vương.
Tháng 9 năm 1718, Trịnh Cương đặt 6 phiên: Lại, Hộ, Lễ, Binh, Hình, Công; lại xếp các hiệu trưng thu chia làm lục cung, phàm sổ sách về thuế tô, thuế dung thuộc cung nào, thì các quan trong lục phiên theo chức phận của mình chia nhau quản lĩnh; chính lệnh về tài sản, thuế khóa và binh lính, dân đinh ở các trấn đều thuộc về lục cung. Trịnh Cương hạ lệnh cho quan văn thuộc phủ Chúa quản trị từng phiên, nội giám về liêu thuộc về hàng văn sung làm chức phó thiêm, trong lục phiên có 60 người lại điển thuộc hạ. Từ đây, chính quyền trong nước về hết lục phiên, còn Lục bộ thì chỉ có hư danh mà thôi.
Đáng lẽ trước kia phủ Chúa vẫn có thể kiểm soát lục bộ và ra quyết định, nhưng sự xuất hiện của vua Lê trong triều đình khiến có nhiều việc làm phiền ít nhiều tới chúa Trịnh, nên Trịnh Cương dùng hẳn Lục phiên để Chúa có thể ra nắm trực tiếp mà không cần đến sự hiện diện trên hình thức của vua Lê nữa. Từ đây chỉ những việc như tiếp sứ Tàu hay có việc quân quốc vô cùng trọng đại thì chúa Trịnh mới dẫn trăm quan đến họp với vua Lê mà thôi.
Mùa xuân năm 1721, nhân triều đình bàn định về y phục cho các quan văn võ, Nguyễn Công Hãng và Trịnh Quán xin Chúa xin tiếp kiến quần thần thì dùng y phục màu vàng. Chúa cho rằng màu vàng là đồ của nhà vua nên không thích hợp để mặt, chỉ dùng y phục màu tía để phân biệt với các quan mà thôi. Các sử gia đời nhà Nguyễn so sánh việc này với việc Tào Tháo nhường 3 huyện, chỉ hòng lấy tiếng với đời mà không phải thực bụng tôn kính vua Lê.
Mùa xuân năm 1724, nhân có dịp tế Nam Giao, nhưng vua Lê bị đau chân không đi được, Trịnh Cương được ủy quyền tế thay. Các bề tôi xin làm theo nghi lễ vua đích thân đi tế nhưng ông không nghe, chỉ sai đặt sai đặt vị đứng tế ở sân điện Chiêu Sư, rồi Cương thắp hương lạy thay nhà vua mà thôi. Người trong kinh ngoài trấn đều khen Chúa là người có đức tốt, có tấm lòng tôn phù vua Lê.
Bấy giờ con trưởng của Lê Dụ Tông là Duy Tường tuổi đã lớn, ở Đông cung hơn 10 năm, tuy chưa được phong nhưng ai cũng hiểu Duy Tường sẽ là người nối ngôi. Nhưng Trịnh Cương muốn bỏ người này lập người khác, bèn cùng tham tụng Nguyễn Công Hãng bàn luận về việc phong chức ban tước cho các hoàng thân một cách phân biệt hơn, bèn trao cho Duy Tường tước quận công, hàm chức tứ phẩm, và lấy lý do Hoàng thứ tử Duy Phường do Chính cung Trịnh thị sinh ra, mà lập Duy Phường làm thái tử vào ngày 24 tháng 8 năm 1727. Đến năm 1729, Cương ép nhà vua nhường ngôi cho Duy Phường, tức là Lê Đế Duy Phường. Dụ Tông lên làm Thái thượng hoàng, ra ở điện Kiền Thọ.

### Bang giao với nhà Thanh
Tháng 4 âm lịch năm 1718, triều đình sai Bồi tụng Nguyễn Công Hãng, Nguyễn Bá Tông sang Đại Thanh, báo cáo việc Thượng hoàng (Lê Hy Tông) mất và xin phong tước cho vua Dụ Tông. Khi các viên quan ấy trở về, vua Khang Hy nhà Thanh chuẩn định: Cứ 6 năm hai lễ cống cùng dâng một lúc; nhân viên đi sứ, được cử 3 sứ thần và 20 hành nhân. Việc này định làm thể lệ lâu dài. Sách Cương mục của nhà Nguyễn chê trách chúa Trịnh về sự chậm trễ này, bởi Thượng hoàng mất đã 2 năm mà nhà vua lên ngôi 14 năm mà mới nhân dịp tuế cống để xin phong. Cuối năm 1719, sứ nhà Thanh là Đặng Đình Triết và Thanh Vân đem sắc phong cho nhà vua làm An Nam quốc vương, bắt phải theo lễ tam quỳ cửu khấu. Trịnh Cương không nghe xin theo lễ nghi nước Việt Nam là tam khấu ngũ vái, sứ Thanh cuối cùng phải nghe theo.
Năm 1726, các quan Đại Thanh có ý nghi ngờ Đại Việt lấn sang đất Trung Quốc, triều đình gửi thư sang biện hộ. Các quan Hồ Phi Tích và Vũ Công Tế cùng quan phái ủy Mãn Thanh là Phan Doãn Mẫn đi đến nơi khám xét, cuối cùng lập mốc ở núi Xưởng Chi. Như vậy 120 dặm đất hai châu Vị Xuyên và Thủy Vĩ bị thổ ty phủ Khai Hóa chiếm, thì nay người Thanh trả 80 dặm, còn 40 dặm nơi có xưởng đồng Tụ Long vẫn phụ thuộc Mãn Thanh.
Về việc mỏ Tụ Long, triều đình Đại Việt nhiều lần xin lập lại giới mốc cho đúng. Năm 1728, vua Ung Chính nhà Thanh sai Ngạc Nhĩ Thái, tổng đốc Vân Quý (Vân Nam-Quý Châu) đến khám xét, Ngạc Nhĩ Thái tâu rằng Đại Việt lấn đất Khai Hóa, vua Thanh nghe theo, buộc Đại Việt giao trả. Ngạc Nhĩ Thái sai người đưa thư đến địa đầu biên giới Tuyên Quang, nhưng thổ mục Hoàng Văn Lâu của Đại Việt không chịu tiếp thư. Ngạc Nhĩ Thái ngờ vực Đại Việt, liền gửi thư nói tỉnh Quảng Tây chia quân phòng bị biên giới. Ngạc Nhĩ Thái còn tâu lên vua  Ung Chính xin huy động binh mã 3 tỉnh dọc theo biên giới, nhưng hoàng đế không nghe. Sau đó  Ung Chính sai Tả đô ngự sử Hàng Dịch Lộc, Nội các học sĩ Nhậm Lan Chi sai sứ sang Đại Việt ban chỉ hiểu dụ. Hai quan Thanh chưa vào Đại Việt thì quốc thư Trịnh Cương gửi vua Thanh từ trước đến Bắc Kinh, trong quốc thư ghi: lòng thành thờ nước lớn, sợ mệnh trời. Vua nhà Thanh vui mừng, mới thảo sắc văn khác giao cho phái bộ Dịch Lộc. Trong sắc thư này vua Thanh đồng ý trả lại 40 dặm đất có mỏ đồng. Lúc ấy, quân Thanh đóng giữ biên giới nghiêm ngặt, các quan Đại Việt nghi ngờ, nhưng Trịnh Cương cho rằng người Thanh chỉ uy hiếp vậy thôi, nên lệnh các quan vùng biên không hành động càn rỡ. Tháng 6 âm lịch năm 1728, Dịch Lộc đến Thăng Long, tuyên bố trả 40 dặm đất cho Đại Việt. Khi tiến hành nghi lễ nhận sắc thư của vua Thanh, Dịch Lộc buộc hoàng đế nhà Lê hành lễ tam quỳ cửu khấu, triều đình đành phải gượng mà làm theo. Sau lần này, Trịnh Cương sai Thị lang Bộ Binh Nguyễn Huy Nhuận, Tế tửu Nguyễn Công Thái đi lập giới mốc, Công Thái phát giác mưu gian lận của quan Mãn Thanh, mới lặn lội tìm ra được đúng sông Đỗ Chú mà lập giới mốc, từ đó việc tranh chấp ở biên cương mới dứt.

### Mầm mống suy vong
Năm 1721, thổ tù châu Chiêu Tấn là Đèo Mỹ Lâm nổi dậy cướp phá vùng Lai Châu và Quỳnh Nhau Châu. Chúa sai Nguyễn Công Chính và Bùi Sĩ Tiêm đem quân tiến đánh, giữa đường khi đến Mai Châu thì Công Chính chết, quan quân phải lui về. Đến năm 1722, nhân nội bộ của Đèo Mỹ Ngọc xảy ra lục đục, triều đình lại cử Thành Lý đi đánh, Mỹ Ngọc cùng một số thuộc hạ bỏ chạy, Thành Lý bèn dẫn quân về. Triều đình sau đó có chiếu xá tội cho những người khởi loạn, kêu gọi họ trở về làm ăn, vùng bắc được tạm yên.
Ngày 29 tháng 9 năm 1727, Trịnh Cương phong cho Trịnh Giang làm Khâm sai Tiết chế các xứ thủy bộ chư quanh kiêm nắm các việc chính sự, cơ mật, Thái úy, Thịnh quốc công cho mở phủ Điện Quốc. Từ đây địa vị của Trịnh Giang chính thức được công nhận là người sẽ nối ngôi Chúa. Chúa Trịnh Cương còn đích thân làm bài Bảo huấn và hai bài thơ ban dạy cho Trịnh Giang.
Chúa Trịnh Cương có sở thích tuần du để ngắm các cảnh đẹp của đất nước, do vậy việc xây cất diễn ra liên tục từ ngày ông lên ngôi. Năm 1718, Phó Đô Ngự sử Nguyễn Mậu Áng dâng sớ can ngăn chúa nên tránh xa xỉ và bớt việc xây dựng để khoan thứ sức dân, ông có lời khen sự thẳng thắn của Nguyễn Mậu Áng và việc xây cất được đình chỉ một vài năm sau đó.
Đến những năm cuối đời, nết xấu của Chúa lại trỗi dậy, ông dần không kiêng kị gì nữa. Năm 1727, ông sai các hoạn quan sửa các chùa ở vùng núi Độc Tôn và chùa Tây Thiên để phòng bị khi đi du ngoạn, bất chấp người dân phải chịu sưu dịch khổ sở. Tháng 11 năm đó, lại cho xây hành cung ở Cổ Bi, công trình được hoàn thành trong 1 tháng. Sau đó ông bị bọn thầy phong thủy to nhỏ, nên quyết định xây dựng phủ đệ mới ở đấy, gọi là phủ Kim Thành và có ý dời phủ Chúa sang đấy. Chúa đi tuần du không ngớt, vì thế cho xây dựng nhiều hành cung như thế, bóc lột sức dân thậm tệ, mầm mống diệt vong của họ Trịnh là từ đây.
Tháng 7 năm 1729 nước sông lên to, đê Cự Linh bị vỡ, nước tràn vào Cổ Bi, nhà cửa bị nước cuốn đi và đổ nát. Chúa sai hoạn quan đốc suất quân và dân sửa chữa đường sá, để phòng bị lúc đi di ngoạn. Nông dân bị thủy tai, cực khổ trăm bề mà còn bị bức ép lao dịch, đau khổ không kể xiết.
Mùa xuân năm 1729, Trịnh Cương đi tuần phía đông, đại duyệt chu sư ở cửa biển Triều Châu. Đến tháng 10 ông lại bắc tuần, nghỉ lại ở núi Tiền Tích, tháng nữa mới trở về cung. Chưa ở nhà được lâu thì ông lại đi Như Kinh là quê mẹ của mình. Ngày 16 tháng 1 năm 1730, Trịnh Cương mất ở hành cung Như Kinh, hưởng dương 44 tuổi, giữ chính quyền 20 năm. Mẹ chúa là Thái phi họ Trương sai nội giám là Nguyễn Huân bí mật đưa di hài về kinh, lại sai một cung phi là Kỳ viên họ Đặng ngồi hầu trong kiệu, các tiểu hiệu vẫn đưa rước như chưa hề có gì xảy ra. Đến khi về tới kinh đô mới phát tang.
Thế tử Trịnh Giang lên nối ngôi chúa, tôn Trịnh Cương là Nhân vương, miếu hiệu Hy Tổ, thường đời sau xưng là Hy Tổ Nhân vương (禧祖仁王), an táng ở cánh đồng Xích Lạc thuộc thôn Bùi Thượng xã Yên Giang huyện Yên Định tỉnh Thanh Hóa.

## Đánh giá

### Tích cực
Sĩ phu đầu thời Nguyễn là Phan Huy Chú trong sách Lịch triều hiến chương loại chí, phần Nhân vật chí đã khen ngợi khả năng trị nước của Trịnh Cương:
| “              | Trong khi chúa giữ chính, chăm chỉ lo toan trị nước, cùng với các tể tướng ngày đêm trù tính. Phàm việc binh, dân, tiền của, thuế khóa đặt ra rõ ràng đầy đủ. | ” |
| — Phan Huy Chú | |   |

Cũng trong sách này, Phan Huy Chú viết về các thành tựu của thời vua Lê Dụ Tông, thời mà Trịnh Cương là người thực sự cai quản việc nước:
| “ | Bấy giờ [vua] nối nghiệp thái bình, không biết việc đao binh, trong nước vô sự. Triều đình đặt nhiều việc pháp độ, kỷ cương rất hẳn hoi đầy đủ, các phương xa đến cống hiến và Trung Quốc trả lại đất đai. Thực là đời rất thịnh. | ” |

Nhưng bên cạnh đó, sử thần Đại Nam dù liên tục phê bình các chúa Trịnh nhưng cũng gián tiếp thừa nhận thành tựu chính trị của thời Trịnh Căn, Trịnh Cương:
| “                                        | Khoảng niên hiệu Chính Hòa (1680-1705), Vĩnh Thịnh (1705-1719), bốn phương vô sự, trong nước hơi yên; thế cũng là cuộc thịnh vượng trong một thời như đời vua Thiếu Khang nhà Hạ. | ” |
| — Khâm định Việt sử Thông giám Cương mục | |   |

Sử gia thế kỷ 20 Tạ Chí Đại Trường có nhìn nhận về Trịnh Cương trong sách Sơ thảo: Bài sử khác cho Việt Nam (2009):
| “                   | Thật ra so với nhiều người cầm quyền khác, các ông chúa Trịnh không đến nỗi tệ hại như sử sách của kẻ thù họ vẽ ra. Nguyễn đứng trên quan điểm kẻ thắng cuối cùng không nói làm gì nhưng những người chống đối khác, mang danh hiệu "phù Lê," cũng nhìn họ như một thứ tội đồ của lịch sử chỉ vì họ là kẻ thất bại mà thôi. Công tích của họ tuy còn người nâng đỡ ghi chép nhưng địa vị tông tộc của họ rốt lại đã phải đi theo cái Phủ Chúa bị Chiêu Thống ra lệnh đốt tan tành năm 1787. Công bình nhìn lại, ta thấy không có ông chúa nào mà không xứng đáng với tính cách người thủ lĩnh cả... Trịnh Cương là người thi hành cải cách nhiều nhất, có căn bản nhất như cải cách thuế khoá 1723, hình phạt dưới thời ông cũng bớt phần tàn khốc (không chặt tay 1721, không xử tử xã trưởng ẩn lậu dân đinh). | ” |
| — Tạ Chí Đại Trường | |   |

Soạn giả Trần Bạch Đằng và Lê Văn Năm đánh giá tích cực về những cải cách của Trịnh Cương:
| “                              | Sau những năm tháng dài đất nước trải việc can qua, chúa Trịnh Cương tiến hành cải cách để vực dậy một Đàng Ngoài suy sụp trong những năm nội chiến. Chúa là người có ý chí, bản lĩnh, năng động và thực sự lo toan đến sự hưng vong của đất nước. Được sự hỗ trợ đắc lực của đội ngũ quan lại đầy tâm huyết như Nguyễn Công Hãng, Lê Anh Tuấn..., chúa đã tiến hành công cuộc cải cách khá toàn diện, tập trung chủ yếu trên hai lĩnh vực: cải cách bộ máy hành chính (tổ chức nhân sự) và cải cách kinh tế - tài chính. Dù việc thực thi không được như chúa mong đợi song những cải cách này cũng đã góp phần thay đổi phần nào bộ mặt Đàng Ngoài thời bấy giờ. | ” |
| — Trần Bạch Đằng và Lê Văn Năm | |   |

Phạm Đình Hải đánh giá Trịnh Cương là "vị chúa của thời bình", nhưng ông không giống kiểu những vị vua chúa vì không trải qua trận mạc mà dễ sa vào hưởng lạc như Lý Cao Tông, Trần Dụ Tông, Lê Uy Mục hay chính Trịnh Giang người kế nhiệm ông sau này. Học giả này cho rằng: Ở điều kiện như Trịnh Cương mà làm được như Trịnh Cương không phải dễ và cũng không có nhiều trong lịch sử Việt Nam và cũng bày tỏ tiếc nuối vì sự ra đi đột ngột của ông khiến lịch sử Bắc Hà phải gặp một bước ngoặt mới. 

### Tiêu cực
Trong Khâm định Việt sử Thông giám Cương mục soạn vào thời vua Tự Đức (1847-1883), sử thần Đại Nam thời Nguyễn chê trách việc Trịnh Cương phế bỏ Thái tử Duy Tường để lập Duy Phường là con rể của mình, như sau:
| “                                        | Trịnh Cương muốn chuyên quyền bỏ người này lập người khác, mới quanh co làm ra lời bàn phong quan, ban tước. Chưa bao lâu nữa Cương ép nhà vua truyền ngôi cho Duy Phường, bề ngoài giả thác ta tiếng truyền ngôi, mà bề trong thì làm kế ăn cướp ngôi vua cho cháu ngoại. Cương coi việc xếp đặt ngôi vua như người đánh cờ, cả đến bầy tôi bấy giờ cũng phụ họa với hắn, thế mà người làm sử lại chép quanh co để che tội lỗi cho hắn. Lòng người đắm đuối, nghĩa lớn diệt vong, đến thế là cùng cực, đáng than thở biết chừng nào! | ” |
| — Khâm định Việt sử Thông giám Cương mục | |   |

## Gia đình

### Vợ
- Từ Đức Thái phi Vũ Thị Ngọc Nguyên (21 tháng 3 năm 1688 – 21 tháng 9 năm 1751[4]), tức Chiêu viện Vũ thị, có tên tục là Thị Tông, người My Thử[Ghi chú 15], tổ tiên là người Tử Dương, huyện Đông Yên phủ Khoái Châu [Ghi chú 16]. Theo Trịnh gia chính phả, bà là con gái Duệ Trạch công Vũ Tất Du (Vũ Tất Tố), người My Thử, huyện Đường An, Hải Dương[81].[82] Bà sinh ra 2 vị Chúa Trịnh Giang và Trịnh Doanh, đến khi Trịnh Giang nối ngôi Chúa thì tôn bà làm Thái phi.
- Từ Trinh Thứ phi Trần Thị Ngọc Diễm[4]
- Từ Thục Thứ phi Trần Thị Ngọc Tần, em gái của Từ Trinh[4]
- Tu dung Biện Thị, người A Lữ. Xuất thân là con nhà hát xướng. Theo Phạm Đình Hổ, từ sau khi bà đắc sủng, phủ Chúa đã bỏ lệ cấm con nhà hát xướng dự khoa cử.[83]
- Tu nghi Phan Thị Diễm (1701 – 1785), con gái Quận công Phan Văn Tĩnh (1671 – 1734).[84]
- Kì viên Đặng thị, người Đổng Tra.
- Cung tần Nguyễn Gia Thị Hiến, nguyên quán ở thôn Liễu Ngạn (nay thuộc tỉnh Bắc Ninh). Sau tái giá với quan Thông sự tên là Thiêm.
- Cung tần Phan Thị Chỉnh, chị của Tu nghi Phan Thị Diễm. Sau tái giá vào nhà họ Đinh ở Hàm Giang.[85]
- Cung tần Thượng Trâm, chưa tường danh tính. Là mẹ của Vương tử thứ 6. Vẫn còn sống đến thời chúa Trịnh Sâm và được đề cập trong bức thư của Giám mục de Gabale (1773).

### Con trai
- Đức Dụ Tổ Thuận vương Trịnh Giang (1711 – 1761). Mẹ là Thái phi Vũ Thị Ngọc Nguyên.
- Thọ quận công Trịnh Đang;
- Phúc quận công Trịnh Trang[4]
- Đức Nghị Tổ Ân vương Trịnh Doanh (1719 – 1767). Mẹ là Thái phi Vũ Thị Ngọc Nguyên.
- Khanh quận công Trịnh Kiều
- Huy quận công Trịnh Tập
- Nghiêm quận công Trịnh Miên, lấy công chúa con vua Lê Hiển Tông

### Con gái
- Thái trưởng quận chúa Trịnh Thị Ngọc Cư, lấy Nhượng quận công Trương Nhai.[4] Mẹ là Thái phi Vũ Thị Ngọc Nguyên.
- Quận chúa Trịnh Thị Ngọc Yên, là Hoàng hậu của Lê Đế Duy Phường[4]
- Quận chúa Trịnh Thị Ngọc Trùy, lấy Vịnh quận công Đặng Đình Mật (1700 – 1760).[4] Phả họ Đặng chép tên bà là Ngọc Lâu, sinh được 1 trai 3 gái.[86]
- Quận chúa Trịnh Thị Ngọc Quỹ, lấy Lộc Thọ hầu Lê Thời Lộc[4]
- Quận chúa Trịnh Thị Ngọc Phúc, lấy Đôn Trung hầu Nguyễn Tính[4]
- Quận chúa Trịnh Thị Ngọc Như (1720 - ?), lấy Chất Vũ hầu Trương Đình Chất, sau lấy Ngô Kỳ hầu Ngô Phúc Hoành.[4] Mẹ là Tu nghi Phan Thị Diễm.[85]
- Quận chúa Trịnh Thị Ngọc Soạn (1717 – 1786), lấy Đạt Vũ hầu Nguyễn Gia Cư.[4] Bà là mẹ của nhà thơ Nguyễn Gia Thiều – tác giả Cung oán ngâm khúc. Tặng Trưởng thượng công chúa, hiệu là Trang Thục, hiệu Trinh Từ.[87] Gia phả của Nguyễn ở Liễu Ngạn gọi bà là Công chúa Quỳnh Liên.[88]
- Quận chúa Trịnh Thị Ngọc Hữu, lấy Tín Trung hầu Nguyễn Hy Tái[4]

### Danh mục nguồn
- Trần Trọng Kim (1971), Việt Nam sử lược, quyển quyển 2, Sài Gòn: Trung tâm Học liệu Xuất bản thuộc Bộ Giáo dục
- Quỳnh Cư, Đỗ Đức Hùng (2005). Các triều đại Việt Nam. Nhà xuất bản Thanh niên.{{Chú thích sách}}:  Quản lý CS1: ref trùng mặc định (liên kết)
- Nhiều tác giả (2018), Đại Việt sử ký tục biên (1676 - 1789) , Hồ Chí Minh: Nhà Xuất bản Hồng Đức
- Quốc sử quán triều Nguyễn (1998), Khâm định Việt sử Thông giám Cương mục (PDF), Hà Nội, Bản gốc (PDF) lưu trữ ngày 23 tháng 1 năm 2022, truy cập ngày 1 tháng 2 năm 2022{{Chú thích}}:  Quản lý CS1: địa điểm thiếu nhà xuất bản (liên kết)
- Không rõ tác giả (1927–1928). "Trịnh thị thế gia". Tạp chí Nam Phong, số 124, phần Hán văn.{{Chú thích tạp chí}}:  Quản lý CS1: định dạng ngày tháng (liên kết)
- Trịnh Như Tấu (1933), Trịnh gia chính phả, Nhà xuất bản Nhật Nam
- Nguyễn Khắc Thuần (1995), Thế thứ các triều vua Việt Nam, Hà Nội: Nhà xuất bản Giáo dục
- Phan Huy Chú (2007), Lịch triều Hiến chương loại chí, tập một (Tổ phiên dịch viện sử học phiên dịch và chú giải), Hà Nội: Nhà xuất bản Giáo dục
- Tạ Chí Đại Trường (2009). Bài sử khác cho Việt Nam. Quyển 1. Nhà xuất bản Kệ sách.{{Chú thích sách}}:  Quản lý CS1: ref trùng mặc định (liên kết)
- Viện sử học (2017). Lịch sử Việt Nam. Quyển tập 4. Nhà xuất bản Khoa học xã hội. {{Chú thích sách}}: Đã bỏ qua tham số không rõ |đồng tác giả= (trợ giúp)
- Phạm Văn Sơn (1959), Việt sử tân biên, quyển quyển 3, Sài Gòn: Cơ sở xuất bản Đại Nam
- Lê Quý Đôn (1959). Phủ biên tạp lục. Ngô Lập Chí biên dịch. Hà Nội: Khoa Xã hội - Trường Đại học Tổng hợp Hà Nội.
- Phạm Đình Hổ (Nguyễn Hữu Tiến dịch), Vũ trung tùy bút
- Phạm Đình Hải (2012), Nghiên cứu văn bản gia phả chúa Trịnh (Luận văn thạc sĩ Hán Nôm), Đại học Quốc gia Hà Nội
- Trần Bạch Đằng, Lê Văn Năm (2013), Lịch sử Việt Nam bằng tranh, tập 46: Những cải cách của Trịnh Cương, Thành phố Hồ Chí Minh: Nhà xuất bản Trẻ
- Nguyễn Ngọc Nhuận (dịch), Phan Huy Lê (hiệu đính) (2006). Viện Việt Nam học và khoa học phát triển, Đại học Quốc gia Hà Nội (biên tập). Phan gia công phả Gia Thiện - Hà Tĩnh. Nhà xuất bản Thế giới. {{Chú thích sách}}: Kiểm tra giá trị |editor-first= (trợ giúp)
- Ngô Thế Long (2006). Viện Việt Nam học và khoa học phát triển, Đại học Quốc gia Hà Nội (biên tập). Đặng gia phả hệ Toản chính thực lục và Đặng gia phả ký tục biên, Lương Xá – Hà Tây 鄧家譜系纂正實錄, 鄧家譜記續編 (bằng tiếng Việt, Pháp, và Trung). Nhà xuất bản Thế giới. OCLC 75256727. {{Chú thích sách}}: Kiểm tra giá trị |editor-first= (trợ giúp)
- Nguyễn Văn Nguyên (dịch), Chu Thị Hiền (sưu tầm) (2004). Nguyễn Gia Phả Ký Liễu Ngạn-Bắc Ninh. Nhà xuất bản Thế giới.